# Канаш (Ядринский район)
Кана́ш (чув. Канаш) — деревня в Ядринском районе Чувашской Республики России. Входит в состав Большесундырского сельского поселения.

## География
Деревня находится в северо-западной части Чувашии, в пределах Чувашского плато, в зоне хвойно-широколиственных лесов, к югу от автодороги 97К-003, на расстоянии примерно 10 километров (по прямой) к юго-юго-востоку от города Ядрина, административного центра района. Абсолютная высота — 178 метров над уровнем моря.

### Климат
Климат характеризуется как умеренно континентальный, с продолжительной морозной зимой и тёплым летом. Среднегодовая температура воздуха — 2,9 °С. Средняя температура воздуха самого тёплого месяца (июля) — 18,6 °C (абсолютный максимум — 38 °C); самого холодного (января) — −13 °C (абсолютный минимум — −44 °C). Безморозный период длится около 148 дней. Среднегодовое количество атмосферных осадков составляет 513 мм, из которых 357 мм выпадает в период с апреля по октябрь

### Часовой пояс
Деревня Канаш, как и вся Чувашия, находится в часовой зоне МСК (московское время). Смещение применяемого времени относительно UTC составляет +3:00.

## Население
| 2010 | 2012 |
| ---- | ---- |
| 46   | ↘45  |

### Половой состав
По данным Всероссийской переписи населения 2010 года в гендерной структуре населения мужчины составляли 54,3 %, женщины — соответственно 45,7 %.

### Национальный состав
Согласно результатам переписи 2002 года, в национальной структуре населения чуваши составляли 98 % из 56 чел.